# Provincia de Nord, Sierra Leone
Provincia de Nord este una dintre cele 4 unități administrativ-teritoriale de gradul I ale statului Sierra Leone. 
Aici se află 5 districte (subdiviziuni de gradul II):
- Bombali, reședința  Makeni
- Kambia, reședința  Kambia
- Koinadugu, reședința  Kabala
- Port Loko, reședința  Port Loko
- Tonkolili, reședința Magburaka

## Structura etnică
Statistica etnică a populației din provincie este dominată de populația Temne, urmată de populația Limba. Alte populații semnificative numeric pe harta etnică sunt Kuranko, Mandinka, Loko și Fula.